# Sportovec roku 2009

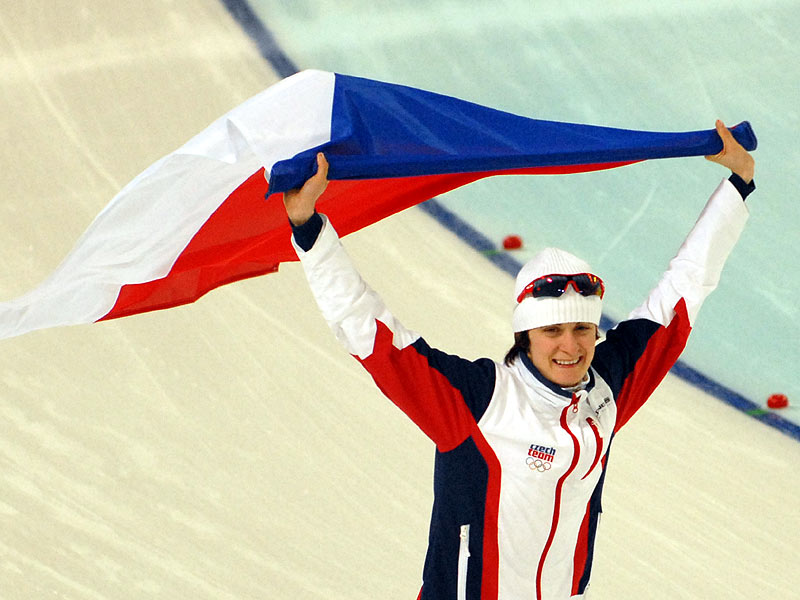
Martina Sáblíková

Sportovec roku 2009 byl 51. ročník ankety Sportovec roku a sedmnáctý v samostatném Česku. Vítězem se stala rychlobruslařka Martina Sáblíková, která si toho roku připsala dva tituly mistra světa.  Šlo o její druhý triumf v anketě, poprvé zvítězila roku 2007. V družstvech zvítězil daviscupový tým Česka, který se v roce 2009 probojoval do finále Davis Cupu (odehráli ho Tomáš Berdych, Radek Štěpánek, Jan Hájek a Lukáš Dlouhý). Cenu Emila Zátopka pro sportovní legendu Česka získala krasobruslařka Ája Vrzáňová, dvojnásobná mistryně světa z let 1949 a 1950. Cenu převzala osobně, zemřela v roce 2015.

## První desítka jednotlivci
1. Martina Sáblíková (rychlobruslení)
2. Barbora Špotáková (atletika)
3. Josef Váňa (dostihy)
4. Šárka Záhrobská (alpské lyžování)
5. Lukáš Bauer (lyžování)
6. Roman Kreuziger (cyklistika)
7. Radek Štěpánek (tenis)
8. Petr Čech (fotbal)
9. Tomáš Kraus (skikros)
10. Tomáš Berdych (tenis)

## První trojka družstva
1. daviscupový tým Česka
2. dvojka s kormidelníkem (Václav Chalupa, Jakub Makovička, Oldřich Hejdůšek)
3. hokejisté Energie Karlovy Vary

## Junioři
1. Ondřej Polívka (moderní pětiboj)
2. Lukáš Krpálek (judo)
3. Miloš Slavíček (sportovní střelba)

## Sportovní legenda
- Ája Vrzáňová